# For Greater Glory Vol.2
For Greater Glory Vol.2 è un mixtape collaborativo dell'etichetta discografica GBE, pubblicato il 19 ottobre 2012.

## Tracce
1. Love Sosa – 3:20
2. Taking Breathes – 3:15
3. She Boring – 3:38
4. Ace of Spades – 3:37
5. Savage Shit – 3:29
6. Traffic – 3:38
7. Don't Try It – 2:53
8. Appreciation – 2:01
9. Violent – 3:48
10. Respect – 2:43
11. My Squad – 3:17
12. Us – 5:58
13. L's Anthem – 3:56
14. We Eatin – 1:59
15. Ion Fuck Around Like Dat – 2:24
16. Ugly – 3:05
17. Neva Get Boring – 2:02
18. Rob da Hood – 2:47
19. Fuck da Feds – 3:36
20. Wit da Shits – 3:59